# Los Angeles (Teksas)
Los Angeles – jednostka osadnicza w Stanach Zjednoczonych, w stanie Teksas, w hrabstwie Willacy.